# Bletonesii
Les Bletonesii étaient un des peuples celtiques pré-romains de la péninsule Ibérique, demeurant autour de la ville de Bletisa (actuellement Ledesma) dans la province de Salamanque en Espagne. Ils furent punis par les Romains à cause de leurs pratiques du sacrifice humain. Si l'emplacement de Bletisa est correct, les Bletonesii ont probablement vécu près du peuple des Vettons.